# Hiszpania na Letnich Igrzyskach Olimpijskich 1988
Hiszpanię na Letnich Igrzyskach Olimpijskich 1988 w Seulu reprezentowało 229 zawodników: 200 mężczyzn i 29 kobiet. Był to 16. start reprezentacji Hiszpanii na letnich igrzyskach olimpijskich.
Najmłodszym hiszpańskim zawodnikiem na tych igrzyskach była 15-letnia gimnastyczka, Nuria Belchi, natomiast najstarszym 48-letni szermierz, Manuel Jiménez.

## Zdobyte medale
| Medal    | Zawodnik                    | Dyscyplina     | Konkurencja                      | Data           |
| -------- | --------------------------- | -------------- | -------------------------------- | -------------- |
| · Złoto  | José Doreste                | · Żeglarstwo   | Finn                             | 27 września    |
| · Srebro | Sergio Casal Emilio Sánchez | · Tenis ziemny | Debel mężczyzn                   | 1 października |
| · Brąz   | Jorge Guardiola             | · Strzelectwo  | Skeet                            | 24 września    |
| · Brąz   | Sergio López Miró           | · Pływanie     | 200 m stylem klasycznym mężczyzn | 23 września    |